# Pilekorspartiet
Pilekorspartiet (ungarsk: Nyilaskeresztes Párt – Hungarista Mozgalom, dansk: Pilekorspartiet – ungarske bevægelse) var et ungarsk, nationalsocialistisk parti, som gik ind for den tyske antisemitiske linje. Partiets leder var Ferenc Szálasi, og det havde magten i Ungarn i perioden fra 15. oktober 1944 til januar 1945.

## Historie
Partiet havde sine rødder i Partiet for national Vilje, som blev oprettet af Ferenc Szálasi i 1935. Dette parti blev dog gjort ulovligt, idet det var for højreradikalt for den siddende ungarske regering. Ferenc Szálasi gendannede partiet med det nye navn "Pilekorspartiet" i 1939, og det hentede meget af sin inspiration hos det tyske naziparti.
Partiets ideologi bestod af ekstrem nationalisme (ungarisme), antikapitalisme, antikommunisme, militant antisemitisme, landreformer og øgede rettigheder for arbejderne.
I 1939 fik partiet 25% af stemmerne, kom i parlamentet med 30 medlemmer, og blev dermed det mest indflydelsesrige. Før krigens udbrud var partiet ikke helt så ekstremt i sin jødepolitik som det tilsvarende tyske, og partiets ungarisme gjorde, at tyskerne ikke havde nogen interesse i at støtte partiet. Partiet blev forbudt ved anden verdenskrigs udbrud. Som krigen skred frem, og Horthys regering blev mere antitysk, blev pilekorsene mere populære blandt tyskerne. I marts 1944 blev partiet lovligt igen, og i oktober[kilde mangler] dannede det regering med Szálasi som statsoverhoved og statsminister.
Det regime, som partiet stod for, var et af de mest brutale på tysk side under krigen og var med til at gøre slaget om Budapest til et af de mest modbydelige under hele krigen. Det hele var dog slut hurtigt, idet slaget om Budapest startede i december og sluttede i januar 1945. Efter krigen blev mange af partiets ledere henrettet for de mange forbrydelser af forskellig art, de havde begået eller beordret.
Der boede omkring 825.000 jøder i Ungarn i 1941, omkring 63.000 blev mistede livet frem til marts 1944, hvor tyskerne afsatte Horthy og indsatte Pilekorspartiet med Ferenc Szálasi i spidsen. Efter det tyskledede kup og indtil Ungarns endelige fald mistede omkring 500.000 jøder livet som følge af sult, sygdom, kz-lejre og regulære drab.
Helt frem til de sidste timer af slaget om Budapest havde pilekorsfolk travlt med at myrde løs. Donau flød med lig, idet man havde overtaget en metode fra den franske revolution. Man bandt folk sammen, skød en af dem og smed dem samlet i vandet, så liget trak de overlevende ned til druknedøden.
Partiet er kommet tilbage til det moderne Ungarn i form af den "Ungarske Velfærdsorganisation", som har overtaget Szálasis ungarisme, hvor det udbredes i det månedlige blad "Magyartudat".